# New Maryland
Ne doit pas être confondu avec Paroisse de New Maryland.
New Maryland est un village situé dans la commission de services régionaux 11, au centre du Nouveau-Brunswick, au Canada.

## Toponyme

Le drapeau du Maryland.

New Maryland fut nommé ainsi par un certain M. Arnold originaire de l'état américain du Maryland qui s'établit ici vers 1817.

## Géographie

### Situation
New Maryland est situé à 8 kilomètres de route au sud du centre-ville de Fredericton, dans le comté d'York.
New Maryland possède un territoire presque rectangulaire, limitrophe de Fredericton au nord, de la paroisse de New Maryland à l'est et au sud et de Hanwell à l'ouest.
Le village est desservi par la route 2, autrement dit la route Transcanadienne.

### Logement
(septembre 2024).
Le village comptait 1466 logements privés en 2006, dont 1440 occupés par des résidents habituels. Parmi ces logements, 93,4 % sont individuels, 2,8 % sont jumelés, 0,0 % sont en rangée, 3,5 % sont des appartements ou duplex et 1,0 % sont des immeubles de moins de cinq étages. 92,4 % des logements sont possédés alors que 7,6 % sont loués. 67,0 % ont été construits avant 1986 et 2,8 % ont besoin de réparations majeures. Les logements comptent en moyenne 8,9 pièces et 0,0 % des logements comptent plus d'une personne habitant par pièce. Les logements possédés ont une valeur moyenne de 192 005 $, comparativement à 119 549 $ pour la province.

## Histoire
New Maryland est situé dans le territoire historique des Malécites. Des loyalistes originaires du Maryland s'établissent près de Fredericton en 1783. En 1817, ces familles s'établissent au lieu-dit de Maryland Hill. Des colons écossais s'établissent peu après. La paroisse de New Maryland est constituée en 1846. Au cours du XIXe siècle et d'une bonne partie du XXe siècle, l'économie tourne autour de l'agriculture et de l'exploitation forestière. New Maryland devient par la suite une banlieue de Fredericton. Nackawic est constitué en municipalité le 1er janvier 1991. L'école élémentaire est inaugurée en 1994. Le territoire reste inchangé dans le cadre de la réforme de la gouvernance locale du 1er janvier 2023.

## Héraldique
| PROGRESSIO ET CONCORDIA |
| ----------------------- |

| L'écu de New Maryland se blasonne ainsi : D'or à deux pals de sable le tout écartelé en sautoir de l'un en l'autre, à un filet de sautoir tréflé, écartelé en sautoir d'argent et de gueules, brochant sur le tout et accompagné en chef d'un tourteau de gueules, en pointe, à dextre et à sénestre de trois autres de sable. |

## Démographie
(juillet 2016).
D'après le recensement de Statistique Canada, il y avait 4284 habitants en 2001, comparativement à 4284 en 1996. Le village compte 1405 logements privés, a une superficie de 21,23 km² et une densité de population de 201,8 habitants au km².
| 1981  | 1986  | 1991  | 1996  | 2001  | 2006  | 2011  | 2016  |
| ----- | ----- | ----- | ----- | ----- | ----- | ----- | ----- |
| 4 089 | 4 830 | 3 893 | 4 284 | 4 284 | 4 248 | 4 232 | 4 174 |

## Économie
(septembre 2024).
Entreprise Fredericton, membre du Réseau Entreprise, a la responsabilité du développement économique.

## Administration
(juillet 2016).

### Conseil municipal
Le conseil municipal est formé d'un maire et de cinq conseillers généraux. Le conseil précédent est formé à la suite de l'élection du 12 mai 2008. Le conseil municipal actuel est élu lors de l'élection quadriennale du 14 mai 2012. Mike Pope est finalement élu à l'élection partielle du 12 mai 2014.
Conseil municipal actuel
| Mandat      | Fonctions            | Nom(s)                                                                              |
| ----------- | -------------------- | ----------------------------------------------------------------------------------- |
| 2012 - 2016 | Maire                | Judy E. Wilson-Shee                                                                 |
| 2012 - 2016 | Conseillers généraux | Frank C. Dunn, Paul E. Leblanc, Gisèle McCaie-Burke, Scott Sparks, Peter E. Wiggins |

Anciens conseils municipaux
| Mandat      | Fonctions   | Nom(s)                                                                                                |
| ----------- | ----------- | --- |
| 2008 - 2012 | Maire       | Frank C. Dunn                                                                                         |
| 2008 - 2012 | Conseillers | Paul E. Leblanc, Gisele McCaie-Burke, Timothy Richard Scammell, J. Scott Sparks, Judy E. Wilson-Shee. |

| Période                                  | Période  | Identité                 | Étiquette | Qualité |
| ---------------------------------------- | -------- | ------------------------ | --------- | ------- |
| 1995                                     | 2001     | Mariet J. van Groenewoud |           |         |
| 2001                                     | 2012     | Frank C. Dunn            |           |         |
| 2012                                     | en cours | Judy E. Wilson-Shee      |           |         |
| Les données manquantes sont à compléter. |          |                          |           |         |

### Représentation et tendances politiques
New Maryland est membre de l'Union des municipalités du Nouveau-Brunswick.
 Nouveau-Brunswick: New Maryland fait partie de la circonscription provinciale de New Maryland–Sunbury-Ouest, qui est représentée à l'Assemblée législative du Nouveau-Brunswick par Jack Carr, du Parti progressiste-conservateur. Il fut élu lors d'une élection partielle en 2008 et réélu lors de l'élection générale de 2010.
 Canada: New Maryland fait partie de la circonscription fédérale de Fredericton. Cette circonscription est représentée à la Chambre des communes du Canada par Keith Ashfield, du Parti conservateur.

## Vivre à New Maryland
L'école élémentaire New Maryland accueille les élèves de la maternelle à la 5e année. C'est une école publique anglophone faisant partie du district scolaire #18. Elle possède également un programme d'immersion française.
Le village est inclus dans le territoire du sous-district 10 du district scolaire Francophone Sud. Les écoles francophones les plus proches sont à Fredericton alors que les établissements d'enseignement supérieurs les plus proches sont dans le Grand Moncton.
New Maryland possède une caserne de pompiers. Le village possède un poste de la Gendarmerie royale du Canada. Il dépend du district 2, dont le bureau principal est situé à Oromocto. Le bureau de poste le plus proche est quant à lui à Fredericton.
L'église St. Mary the Virgin est une église anglicane. L'église Sts. John and Paul est une église catholique romaine faisant partie du diocèse de Saint-Jean.
Les anglophones bénéficient des quotidiens Telegraph-Journal, publié à Saint-Jean, et The Daily Gleaner, publié à Fredericton. Ils ont aussi accès au bi-hebdomadaire Bugle-Observer, publié à Woodstock. Les francophones ont accès par abonnement au quotidien L'Acadie nouvelle, publié à Caraquet, ainsi qu'à l'hebdomadaire L'Étoile, de Dieppe.

## Culture

### Langues
Selon la Loi sur les langues officielles, New Maryland est officiellement anglophone puisque moins de 20 % de la population parle le français.

### Architecture et monuments
L'église Saint Mary the Virgin est un site historique provincial.